# Bente Kahan

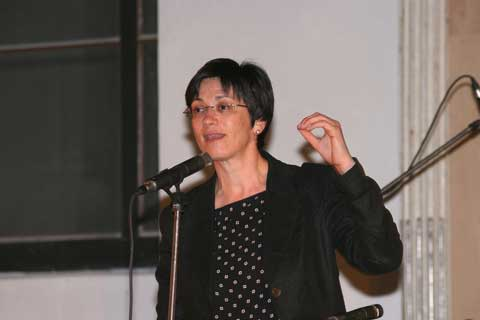

Bente Kahan, född 23 september 1958 i Oslo, är en norsk skådespelare och musiker (gitarr), känd för sin framställning av jiddischkultur.
Efter utbildning i Tel Aviv och New York (1981) har hon arbetat på teatrar i Israel såväl som på Nationaltheatret. Kahan startade Teater Dybbuk – Oslo (TDO, 1990) och har där producerat flera musikaliska uppsättningar. Vidare har hon spelat klezmer med Gjertrud Økland, nederländska Di Gijom och andra. Hon är konstnälig ledare för Jewish Cultural and Educational Center of the White Stork Synagogue i Wrocław (2005–), där man bland annat finner The Bente Kahan Foundation. (grundad 2006).

## Utgåvor
- Jiddishkeit (TDO og Victoria, 1992). Med Gjertrud Øklands Sigøynerorkester.
- Farewell Cracow – yiddish songs by Mordechai Gebirtig (Lynor, 1994)
- Di Gomij (1998). Livemusikk.
- Stimmen aus Theresienstadt (TDO og Lynor, 1996). Med dramaturg Ellen Foyn Bruun
- Home – jewish songs (TDO, 2001). Live från Cosmopolite, med den svenske klezmer-gruppen Sabbath Hela Veckan.[4]
- Sing with us in Yiddish – presents Voja and her friends (TDO, 2005)

## Utmärkelser
- Ordförandens pris i Wrocław (2006)